# Makio Akiyama
Makio Akiyama (em japonês: 秋山 万喜夫; Akiyama Makio, 1950–) é um astrônomo japonês, prolífico descobridor de asteroides.

## Carreira
Akiyama é afiliado ao Observatório de Susono, creditado pelo Centro de Planetas Menores como descobridor de 16 planetas menores numerados, entre os anos de 1989 e 1999. Em 1992, juntamente com o astrônomo Toshimasa Furuta, ele descobriu o asteróide 6251 Setsuko, batizando-o em homenagem a sua esposa, Setsuko Akiyama, em maio de 1996.
O asteroide do cinturão principal 4904 Makio, descoberto por Yoshikane Mizuno e Toshimasa Furuta no Observatório Kani, em 1989, recebeu seu nome em homenagem a Akiyama.

## Lista de asteroides descobertos
| Asteroide                 | Data de descobrimento |
| 5333 Kanaya[1]            | 18 de Outubro, 1990   |
| 5334 Mishima[1]           | 8 de Fevereiro, 1991  |
| 5743 Kato[1]              | 19 de Outubro, 1990   |
| 6251 Setsuko[1]           | 25 de Fevereiro, 1992 |
| 6419 Susono[1]            | 7 de Dezembro, 1993   |
| 6792 Akiyamatakashi[1]    | 30 de Novembro, 1991  |
| 6961 Ashitaka[1]          | 26 de Maio, 1989      |
| 7472 Kumakiri[1]          | 13 de Fevereiro, 1992 |
| 8273 Apatheia[1]          | 29 de Novembro, 1989  |
| 9033 Kawane[1]            | 4 de Janeiro, 1990    |
| 28004 Terakawa            | 2 de Dezembro, 1997   |
| 29624 Sugiyama            | 2 de Outubro, 1998    |
| 35441 Kyoko               | 31 de Janeiro, 1998   |
| 40994 Tekaridake          | 20 de Outubro, 1999   |
| 53157 Akaishidake         | 5 de Fevereiro, 1999  |
| 55873 Shiomidake          | 26 de Outubro, 1997   |
| 1. 1 com Toshimasa Furuta |                       |